# Max Reimerdes

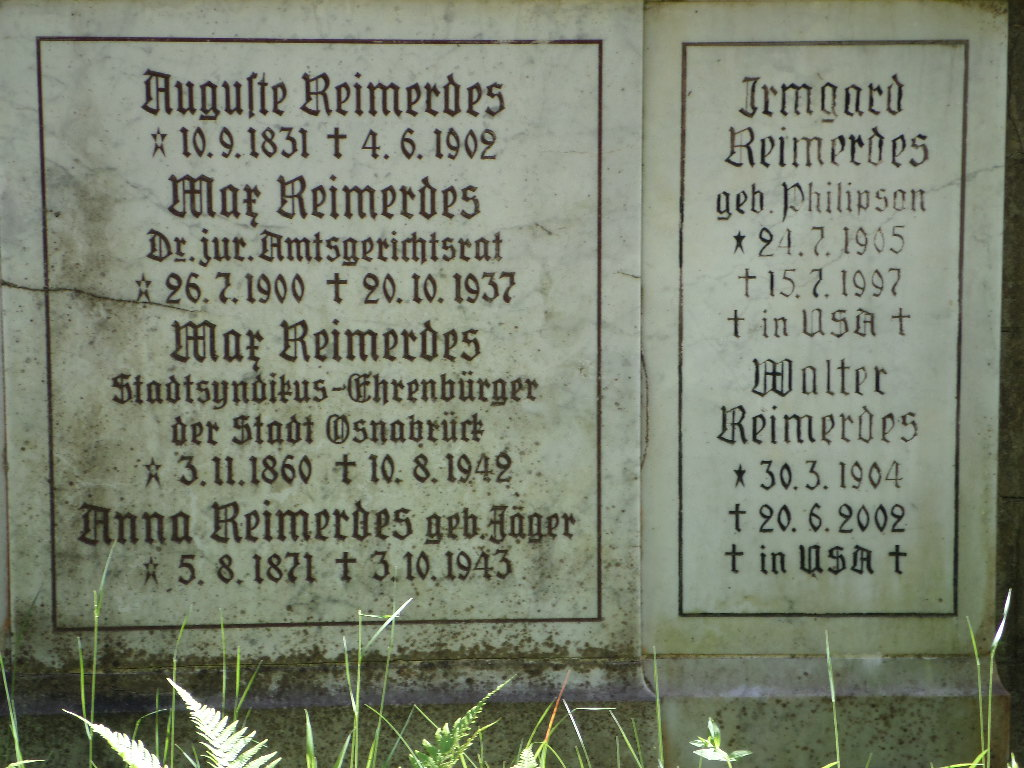
Grabstein der Familie Max Reimers auf dem Hasefriedhof Osnabrück

Max Reimerdes (* 3. November 1860 in Osnabrück; † 10. August 1942 in Osnabrück) war ein Jurist, Senator und Syndikus der Stadt Osnabrück.

## Familie
Reimerdes stammt aus einer Familie von Landvermessern. Sein Großvater war der Obergeometer und Commissair, Leutnant Wilhelm August Reimerdes (* 1797 in Hameln; † 25. Februar 1862 in Celle). Sein Vater Ferdinand Reimerdes (1829–1892) verließ 1844 das Ernestinum Celle in der Obersekunda, um an der Polytechnischen Schule in Hannover Geometer zu lernen. Er war seit spätestens 1868 Leiter des Katasteramts Osnabrück. Seine Mutter war Charlotte Walther (1832–1900).
Max Reimerdes heiratete Anna Jäger (1871–1943). Das Paar hatte zwei Söhne: Max (1900–1937), Dr. jur., Amtsgerichtsrat und Walther (1904–2002), der in die USA auswanderte.

## Leben
Nach dem Abitur am Ratsgymnasium Osnabrück studierte Reimerdes Jura in Göttingen, Leipzig und Freiburg. 1891 legte er die erste Staatsprüfung ab. 1894 wurde er zum Senator der Stadt berufen, welches Amt er 32 Jahre lang bis 1926 ausübte. Er war zuerst Polizeidirektor, später dann nach seiner Wahl zum Stadtsyndikus stellvertretender Bürgermeister. Reimerdes starb 1942 durch einen Bombenangriff auf sein Haus an der Lürmannstraße. Er wurde auf dem Hasefriedhof in Osnabrück beerdigt.

## Ehrungen
- Am 25. März 1926 verliehen der Magistrat und das Bürgervorsteherkolleg Max Reimerdes wegen der Verdienste um die wirtschaftliche und kulturelle Entwicklung seiner Vaterstadt das Ehrenbürgerrecht.
- Die Reimerdesstraße (Stadtteil Westerberg) wurde nach ihm benannt.[5]